# Jordan Moore
Jordan Moore (* 19. Februar 1994 in Glasgow) ist ein schottischer Fußballspieler, der zuletzt bei Dundee United spielte.

## Karriere
Der gebürtig aus Glasgow stammende Jordan Moore, begann seine Karriere in der U-14-Mannschaft von Dundee United. Bis zum Jahr 2012 spielte der Angreifer in der Jugendakademie von United in der er sich sehr Treffsicher zeigte. In der Saison 2012/13 wurde Moore an den schottischen Zweitligisten Airdrieonians FC verliehen. Er gab sein Debüt am 25. Spieltag in der Partie gegen Hamilton Academical, in der er gleichzeitig sein erstes Tor als Profi erzielen konnte. Bis zum Saisonende kam Moore auf neun Einsätze und zwei Tore. In der darauf folgenden Spielzeit 2013/14 war er Leihweise für Dunfermline Athletic in der Zweiten Liga aktiv. Hier kam er sechzehnmal zum Einsatz und traf fünfmal ins gegnerische Tor. Ab April 2014 befand sich der 20-Jährige in ärztlicher Behandlung da bei ihm Hautkrebs diagnostiziert wurde. Im Mai desselben Jahres wurde bekannt, dass Moore erfolgreich gegen die Krebserkrankung gekämpft habe, und zeitnah mit dem Fußballspielen beginnen wolle. Nach seiner Erkrankung wurde er langsam an den Fußball zurückgeführt, und von Februar bis Mai 2015 an den Viertligisten FC Queen’s Park verliehen. Bereits während seines Debüts für die Spiders konnte er im heimischen Hampden Park zwei Treffer gegen den FC Montrose erzielen. Im Sommer 2015 kehrte er zurück nach Dundee. Im Dezember 2015 wurde der Vertrag von Moore aufgelöst.